# Mrazová fixace
Mrazová fixace, též kryofixace, je proces využívaný v mikroskopii, jehož cílem je dosáhnout vitrifikovaného stavu vzorku („zesklenění“), kdy je preparát ochlazen pod rekrystalizační teplotu bez vzniku krystalů. Základním podmínkou pro minimalizaci škod při mrazení preparátu je dosažení vysoké chladicí rychlosti.
Oproti chemické fixaci má mrazová fixace několik nesporných výhod:
- biologické preparáty mohou být mikroskopovány v přirozeném prostředí,
- nedochází při ní k denaturaci antigenů a enzymů,
- imobilizace nastává ve zlomku sekundy - možnost sledovat dynamické děje.

Většina organismů obsahuje více než 70 procent vody, proto je potřeba při mrazové fixaci počítat s některými anomálními vlastnostmi této kapaliny, které jsou dány vodíkovými můstky a van der Waalsovými silami a které de facto mohou znamenat potrhání buněk při zvětšujícím se objemu či rostoucími krystaly:
- hustota vody je nejvyšší při teplotě 277 K tj. v kapalném stavu, nikoliv tedy v bodě tuhnutí,
- voda má vysoký bod tání (273 K), bod varu (373 K) a kritickou teplotu (647 K),
- objem vody v pevném skupenství je cca o 10 procent větší než v kapalném stavu,
- její vypařovací teplo je vysoké,
- má vysokou dielektrickou konstantu, s čímž souvisí dobré rozpouštěcí schopnosti,
- je známo několik krystalických forem ledu.

Voda může mrznout procesem:
- homogenní nukleace – při jisté teplotě se v ultračisté vodě začnou náhodně tvořit krystalizační zárodky. Lze ji při standardních podmínkách podchladit až k teplotě 235 K. S procesem krystalizace je spojeno uvolnění tepla, které ohřívá celý systém a udržuje jej v oblasti růstu krystalů. Růst krystalů pokračuje až do dosažení rekrystalizační teploty zhruba při 138 K a pokud teplo uvolňované krystalizací není dostatečně rychle odváděno, jsou vytvořené krystaly relativně velké,
- heterogenní nukleace – u normální vody působí v roli krystalizačních zárodků nerozpustné částice.

V praxi u biologických vzorků je situace poněkud jiná, protože buňky jsou složeny z mnoha heterogenních organel s odlišným složením (an)organických vodných roztoků. Empiricky vychází, že buňka s cca 80 % vody zamrzá při teplotě 233 K a její rekrystalizační teplota je cca 188 K, ergo se výrazně zkrátí teplotní interval, při němž mohou růst krystaly.
Proces krystalizace je spojen s fázovou separaci, při níž rostoucí krystalky ledu kumulují vodu z nezamrzlých oblastí, a tím roste koncentrace iontů v okolním roztoků, mění se osmotický gradient a pH, což vede k redistribuci intra resp. extracelulárních roztoků a k poškození membrán. Proces skončí v okamžiku dosažení eutektické teploty a ztuhnutím.
Teplotní interval růstu krystalů lze zkrátit při použití kryoprotektantu. To je látka, která snižuje teplotu homogenní nukleace, zvyšuje rekrystalizační teplotu a snižuje množství volné vody v systému.
Dělí se do dvou skupin:
- penetrující – pronikají do buňky a jejích organel. Např. glycerol, ethylenglykol,
- nepenetrující – zůstávají vně buňky. Např. polyvinylpyrrolidon, sacharóza.